# Recopa Sul-Americana de 1994
A Recopa Sul-Americana de 1994 foi a quinta edição do torneio, disputada em jogo único, no dia 3 de abril de 1994, entre São Paulo, campeão da Taça Libertadores da América de 1993 e da Supercopa Libertadores 1993, e Botafogo, campeão da Copa Conmebol 1993.
Foi a única edição disputada pelo então campeão da Copa Conmebol. A razão foi que o São Paulo vencera as duas competições de acesso a Recopa: Taça Libertadores e Supercopa Sul-Americana.

## Participantes
| Clube     | Cidade         | Classificação                                                                        | Participação |
| --------- | -------------- | ------------------------------------------------------------------------------------ | ------------ |
| Botafogo  | Rio de Janeiro | Campeão da Copa Conmebol 1993                                                        | 1ª           |
| São Paulo | São Paulo      | Campeão da Copa Libertadores da América de 1993 e da Supercopa Sul-Americana de 1993 | 2ª           |

## Final
| 3 de abril de 1994 | São Paulo                                 | 3 – 1     | Botafogo               | Kobe Universiade Memorial, Kobe (Japão) |
|                    | Leonardo 12' · Guilherme 73' · Euller 87' | Relatório | Roberto Cavalo 68' (P) | Árbitro: Juan Escobar Valdez            |

| São Paulo | Botafogo |

| SÃO PAULO:    |    |                  |  |     |
|               |    |                  |  |     |
| G             | 1  | Zetti            |  |     |
| LD            | 2  | Vítor            |  |     |
| Z             | 4  | Júnior Baiano    |  |     |
| Z             | 3  | Válber           |  |     |
| LE            | 6  | André Luiz       |  |     |
| V             | 5  | Doriva           |  |     |
| V             | 8  | Cafu             |  | 88' |
| M             | 9  | Palhinha         |  | 59' |
| M             | 10 | Leonardo         |  |     |
| A             | 7  | Euller           |  |     |
| A             | 11 | Guilherme        |  |     |
| Substituição: |    |                  |  |     |
| M             | 15 | Juninho Paulista |  | 59' |
| M             | 14 | Axel             |  | 88' |
| Treinador:    |    |                  |  |     |
| Telê Santana  |    |                  |  |     |

| BOTAFOGO:     |    |                 |  |     |
|               |    |                 |  |     |
| G             | 1  | Wagner          |  |     |
| LD            | 2  | Perivaldo       |  |     |
| Z             | 4  | André Santos    |  |     |
| Z             | 3  | Wilson Gottardo |  |     |
| LE            | 6  | Eduardo         |  |     |
| V             | 7  | Fabiano         |  | 46' |
| V             | 5  | Márcio Borges   |  |     |
| M             | 8  | Roberto Cavalo  |  |     |
| M             | 10 | Grizzo          |  | 77' |
| A             | 9  | Túlio           |  |     |
| A             | 11 | Sérgio Manoel   |  |     |
| Substituição: |    |                 |  |     |
| A             | 15 | Róbson          |  | 46' |
| A             | 16 | Marcelo Carioca |  | 77' |
| Treinador:    |    |                 |  |     |
| Dé            |    |                 |  |     |

## Premiação
| Recopa Sul-Americana 1994     |
| ----------------------------- |
| São Paulo Campeão (2º título) |